# Spirit of London
Spirit of London foi um festival anual de música eletrônica promovido pela rádio Energia 97. Inicialmente havia uma edição a cada ano até que em 2010 passou-se a ter duas edições anuais. As edições ocorreram no Sambódromo do Anhembi ou no Memorial da América Latina.
Em março de 2010 o primeiro festival foi nomeado de Spirit White e o segundo ocorrido em outubro se chamou Spirit Blue. As edições também contavam com divisões em palcos especiais, pistas e camarote.
Participaram do festival diversos nomes internacionais como Dan Bălan, Flo Rida, Astrix e Chris Willis.

## Edições do Festival
- Spirit of London 2007 (7.ª edição) (outubro de 2007) (mixado)

1. Tiësto feat. Christian Burns - In the Dark
2. Milk and Sugar pres. MS2 - Stay Around (for this)
3. Ida Corr vs. Fedde le Grand - Let me Think about It
4. DJ Joe K - Born Slippy
5. Global Deejays feat. Technotronic - Get Up
6. Mason vs. Princess Superstar - Perfect (Exceeder)
7. Kurd Maverick - Let's Work (Work it to the Bone)
8. Yvan & Dan Daniel - Enjoy the Silence
9. Freaks - The Creeps (get on the Dancefloor)
10. Ibiza Music United - Show me Love
11. Sunfreakz vs. Andrea Britton - Counting down the Days
12. Moguai - Robotsoul
13. Martijn ten Velden - I Wish u Would
14. Paris - Haute Couture
15. Benny Benassi presents. The Biz - Love is Gonna Save us
16. Moguai & Tocadisco - Freaks

- Spirit of London volume 2 (8.ª edição) (março 2008) (mixado)

1. Fragma - Toca's Miracle 2008
2. R.I.O. - De Janeiro (Samba de Janeiro)
3. Alex Gaudino feat. Shena - Watch Out
4. Dirty South vs. The Doors - The End
5. Cicada - Beautiful
6. Deadmau5 - Not Exactly
7. Axwell & Sebastian Ingrosso vs. Salem al Fakir - It's True
8. Bob Sinclar feat. Steve Edwards - Together
9. Yves Larock - Rise Up
10. Samim - Heater
11. House Boulevard feat. Samara - Set me Free (tema da novela Beleza Pura)
12. Peter Gelderblom - Waiting 4
13. Ian Oliver feat. Shantel - Bucovina
14. Azzido da Bass - Doom's Night 2008
15. DJ Joe K - Wake Up

- Spirit of London volume 3 (9.ª edição) (setembro 2008) (mixado)

1. Carlo Dall'anese feat. Fábio Castro - Monday (Diego Logic remix)
2. Sia - The Girl you Lost (Sander Van Doorn remix)
3. Tiësto - Elements of Life
4. Tocadisco feat. Meral Al-mer - Streetgirls
5. DJ Joe K - Born Slippy (remix)
6. Prok & Fitch pres. Salomé de Bahia - Outro Lugar
7. Nari&Milani pres. Nello Simioli - Etnika
8. Tiko's Groove feat. Drico M. - I Need you Tonight
9. Dino Fights feat. Amnesia - Something is Shaking
10. Gianluca Motta feat. Molly - Not Alone
11. Jeremy de Koste - Free Girl
12. Alex Gaudino vs. Nari&Milani feat. Capricorn - The Drums
13. DJ Joe K vs. Beto Dias feat. Karen G. - Beautiful Day
14. Fragma - Toca's Miracle 2008 (bônus)
15. Lexter - Peace & Love (bônus)
16. Cicada - Beautiful (bônus remix)

- Spirit of London white volume 4 (10.ª edição) (março 2009) (mixado, a partir daí, duplos)

Nota: edição comemorativa intitulada "festival do branco", para comemorar as 10 edições
CD 1
1. DJ Antoine vs. Player & Remady feat. MC Roby Rob - Work
2. Kurd Maverick - Blue Monday
3. Guru Josh Project - Infinity 2008
4. Moony - I Don't know Why
5. DJ Antoine feat. Manu-L - Underneath
6. The Cube Guys - Be Free
7. Spyzer - I Feel so Free (DJ Joe K remix)
8. Kaskade - Angel on my Shoulder
9. Edx - Casa Grande
10. Niels van Gogh & Jerome Isma-ae feat. The Saltshaker Project - Time for Love
11. Deadmau5 - Clockwork
12. Markus Gardeweg feat. Michael Feiner - Fairplay (Let there be Love)
13. Clubworxx & Jerry Ropero feat. Mr. Mike - Put your Hands up in the Air!
14. Jean Elan - Where's your Head at

CD 2
1. John Dalback, Juan Diaz & Young Rebels feat. Terri Bjerre - Can't Slow Down (Morphine)
2. Kaskade - 4AM
3. Tatana feat. Florian - Soulmate (versão instrumental)
4. 7TH Heaven feat. Banderas - This is your Life (remix)
5. Passenger 10 - Mirage
6. House Liberty - I Feel Happy (Tiko's Groove remix)
7. Yves Murasca - All about House Music
8. Emilio Fernandez - Reynosa
9. Andy Duguid feat. Leah - Wasted
10. Allure feat. Christian Burns - Power of You
11. Steur & Boiler - The Night is Young
12. ATB pres. Jades - Wrong Medication
13. Pat Farrell - Clocks

- Spirit of London volume 5 (11.ª edição) (setembro 2009, com apenas o CD 1 mixado)

1. Jean-Claude Ades & Vincent Thomas feat. Sam Obernik - Shingaling
2. Albin Myers - Times like These
3. Tommy Vee & Mauro Ferucci with Ce Ce Rogers - Stay (versão exclusiva)
4. The Face vs. Mark Brown & Adam Shaw - Needin' U (versão exclusiva)
5. Mastiksoul - Run for Cover
6. Steve Forest feat. Gala - Freed from Desire
7. Edx - Shy Shy
8. Milk & Sugar feat. Gary Nesta Pine - Let the Sun Shine
9. Lee Cabrera vs. Thomas Gold and Tara McDonald - Shake it (Move a Little Closer)
10. Sebastien Drums, Tom Geiss & Eric G - Funky Beep
11. Discofamily - It just won't do
12. Sidney Samson - Riverside
13. Nicola Fasano vs. Outwork feat. Mr. Gee - Elektro
14. Guru Josh Project - Infinty 2008 (versão exclusiva)
15. Andain - Beautiful Things (versão exclusiva)

CD 2 (unmixed)
1. Spyzer - Be Happy (DJ Joe K radio)
2. Tiko's Groove feat. Mendonça do Rio - Para Sambar (versão exclusiva)
3. DJ Tom Hopkins feat. Samara - Destiny
4. Paul & Luke feat. John Biancale - Billie Jean
5. Peter Gelderblom - Lost
6. Re-United - Sun is Shining
7. Jean-Claude Ades - Fly Away 2009
8. 4 Strings - (Into the Night) Take me Away
9. ATB - Summervibes with 9PM
10. Simon Dejano - On the Beach
11. D.O.N.S. feat. Jocelyn Brown - Somebody Else's Guy 2009
12. D'Argento - I Try
13. DJ Joe K - Sweet Strings
14. Sander van Doorn & Marco V - What Say?

- Spirit of London white volume 6 (12.ª edição) (março 2010, mixado)

1. Desaparecidos - Follow You (Do it 2 Nite)
2. Edward Maya & Vika Jigulina - Stereo Love (remix)
3. Tom Neville & Stafford Brothers feat. Frank Stafford - Come my Way
4. Dennis Ferrer - Hey Hey
5. Laurent Wolf - Walking the Line
6. Hommer - Music 4 the People
7. DJ Tom Hopkins feat. Samara - Let the Party Start (Hommer remix)
8. Ian Carey - Shot Caller
9. Candy - Moving on Up
10. Techsamba - Welcome to the Party
11. Ronaldo Gasparian feat. Ben Norris - I Like the Way
12. Crew 7 - (Electric) Avenue
13. 2 Brothers feat. DJ Rebel - Never Alone
14. Luke Payton - Get Busy

CD 2
1. Antoine Clamaran feat. Tristan Garner - Cancun Paradise (Caliente Tambores)
2. DJ Joe K - Free the Night (versão exclusiva)
3. Ruff Driverz presents. Arrola - Dreaming 2010
4. Tom & Jerry feat. Abigail Bailey - Touch me
5. Dyson Kellerman - To the House
6. The Nycer feat. Otnell Prise - Who Let the Dogs out
7. Spyzer - Rumba Flamenca
8. Seamus Haji v Mark Knight & Funkagendas - Good Times
9. S.T. Connection feat. Sam Wood - Free Up
10. Nicky Romero - My Friend
11. Dr. Kucho - Just be Good to me
12. Eric Chase - If you Tolerate this
13. Die Atzen Frauenarzt & Manny Marc - Disco Pogo
14. Booby Burns feat. Afrojack - Ghettoblaster
15. Paris - Deluxe

- Spirit of London blue volume 7 (13.ª edição) (outubro 2010, mixado)

NOTA: edição com o tema "se o planeta é azul, então vamos fazer o maior festival jamais visto nele"
CD 1
1. Yolanda Be Cool vs. DCUP - We no Speak Americano
2. Inna - Hot
3. Edward Maya & Vika Jigulina - Stereo Love (versão exclusiva)
4. Spyzer - Hey You (Release your Love)
5. Hommer - Get Ready 4 Action
6. Steve Forest vs. Marilyn Monroe - I Wanna be Loved by You
7. DJ Tom Hopkins feat. Samara - Livin' on a Prayer
8. Desaparecidos - Together and Forever
9. Fedo, Camurri & Marchesini - Babylon
10. Ian Carey feat. Mandy Ventrice - Let Loose
11. The Underdog Project - Summer Jam 2010
12. Menyo - Follow your Heart
13. ATB - Could you Belive
14. Sasha Barbot - Island Dream
15. DJ Joe K - Back to Salvador

CD 2
1. APDW vs Tim Deluxe ft. Sam Obernik - Just Won't Do
2. Roger Sanchez - 2Gether (Tiko's Groove remix)
3. Techsamba - Clap your Hands
4. Tiko's Groove feat. Laura Finocchiaro - Avoar
5. DJ Ortzy - Infected
6. William Ribeiro feat. Gaby Mazzure - No Other Way (Jorge Boratto remix)
7. Leony! - Party in Ibiza
8. Timofey & Bartosz Brenes feat Miss Autumn Leaves - Red Alert 2010
9. D.O.N.S. feat Jerique - Groove On
10. Leo Granieri - We Gotta Live Forever (DJ Tom Hopikins remix)
11. Bibba Pacheco - Wonderful Life (Jorge Boratto remix)
12. Swen Weber - Bass
13. DJ Roland Clark feat David Montecelo - The Dirty Cha
14. Joeysuki Decimort - Prestige
15. Karim Haas feat Claudia Kennaugh - Read your Mind

- Spirit of London white volume 8 (14.ª edição) (março 2011, mixado)

CD 1
1. Zoë Badwi - FreeFallin
2. Duck Sauce - Barbra Streisand
3. Erick Morillo & Eddie Thoneick feat. Shawnee Taylor - Live your Life
4. Inna - Amazing
5. DJ Tom Hopkins feat Samara - Bring it On (Anthony Garcia remix)
6. Hommer - Hands Up
7. Fragma - Oops Sorry
8. Maurizio Gubellini feat Mia J. Crispin - Getting Personal
9. Alex Gaudino - I'm in Love (versão exclusiva)
10. Afrojack - Replica
11. The Whitesharks - Pump it Up
12. Moire - (I'm) Too Sexy
13. Niels Van Gogh feat Emilio Verdez - Black is Black

CD 2
1. Tiko's Groove feat Gosha - I Don't know What you Do (DJ Ortzy remix)
2. Sander van Doorn feat Carol Lee - Love is Darkness
3. Milk & Sugar - Hey (Nah Neh Nah)
4. Stan Courtois & Felly - Don't Stop Believin'
5. Micha Moor feat Terri Bjerre - Keep on Rising
6. Timofey & Bartosz Brenes feat Terri Bjerre - Heaven
7. Denis the Menace & Markus Binapfl ft Rachele - Sunshine in my Heart
8. Selda - Fever called Love
9. Niels van Gogh vs Emilio Verdez - Royal Junk
10. 2 Elements - Who The Fuck is Barbra Streisand?
11. Kid Shakers - El Gringo
12. Folk Tapes - 'O Sarracino
13. Miles - Cotton Club

- Spirit of London Evolution volume 9 (15.ª edição) (novembro 2011, mixado)

CD 1
1. Bingo Players - Cry (Just a Little)
2. Chris Brown & Benny Benassi - Beautiful People
3. DJ Antoine vs Timati feat. Kalenna - Welcome to St. Tropez
4. Chuckie & LMFAO - Let the Bass kick in Miami Bitch
5. DJ Joe K feat. Jerique - Dancing in the Streets
6. Sak Noel - Locapeople
7. Erick Morillo & Eddie Thoneïck feat. Shawnee Taylor - Stronger
8. Stars on 45 - 45 (Michael Jackson is not Dead)
9. Keemo feat. Cosmo Klein - Beautiful Lie
10. Hommer - Return to Ibiza
11. Gala - Freed from Desire 2011
12. Stefano Pain vs. Marcel - My House is your House
13. The Allstars feat. the Wood - Tonite
14. Yves Larock - Rise Up

CD 2
1. Tiko's Groove feat. Gosha - I can't get Nothing
2. Real el Canario - International Style
3. Spyzer - Waiting 4 U
4. Wolfgang Gartner feat. Will.I.Am - Forever
5. Stroeter - Higher
6. Milk & Sugar feat. Miriam Makeba - Hi-a Ma (Pata Pata)
7. Yolanda be Cool feat. Crystal Waters - Le Bump
8. Mync, Ron Carroll & Dan Castro - Don't be Afraid (Tiko's Groove remix)
9. Bingo Players & Carl Tricks - Obvioulsly
10. 2Seek feat. Elad Lev - Hope
11. DJ Ortzy - Getting that Feeling
12. Alex Kenji & Federico Scavo - Get Funky
13. Addy van der Zwan & DJ Raymundo - Fortuna
14. Alex Gaudino feat. Crystal Waters - Destination Calabria (Destination Unknown)

Spirit of London White volume 10 - Special Edition (16ª edição, a ser realizada no Memorial da América Latina em 2 de julho de 2012) (junho de 2012, mixado).
Nota: este viria a ser o derradeiro CD da série Spirit of London, lançado em junho de 2012. Depois dele, a série foi cancelada.
CD 1 (mixado por Tiko's Groove)
1. Goodwill & Hook'n'Sling - Take You Higher
2. Plastik Funk feat. Irma Derby - Ready Or Not
3. Michaël Canitrot feat. Ron Carroll - When You Got Love
4. Chuckie feat. Gregor Salto - What Happen In Vegas
5. Rene Rodrigezz vs. DJ Antoine feat. MC Yankoo - Shake 3X
6. D.O.N.S. & Maurizio Inzaghi feat. Philippe Heithier - Searching For Love
7. Nari & Milani & Cristian Marchi feat. Shena - Take Me To The Stars
8. Hommer - Music Please
9. Tommy Trash - Cascade
10. Bimbo Jones feat. Ida Corr - See You Later
11. Spankers - Everyone's A DJ
12. Dab & Get Far vs. Jonathan Mendelsohn & Cazwell - Something For Everybody
13. Fresh & Lipps - Be My Lover 2012
14. Belucci - Once Again
15. Tujamo - How We Roll (Let's Get This Things Started)

CD2 (mixado por Joe K)
1. DJ Joe K feat. Jerique Allan - I Want You Back
2. Redd feat. Akon & Snoop Dogg - I'm A Day Dreaming
3. Federico Scavo - Walking On A Dream
4. Nadia Ali, Starkillers & Alex Kenji - Pressure
5. Avicii - Fade Into Darkness
6. DJ Falk - House Of God (2012 update)
7. Keemo feat. Cosmo Klein - Beautiful Lie (do volume 9 da série em remix exclusivo)
8. Wiply - All I Gave To You
9. Eric Chase feat. TC & Sison - Get Crunk Tonight
10. Richard Grey & Plastik Funk feat. Irma Derby - You Gotta Rock It
11. DJ Ortzy & Mark M. feat. Aria - Party In Miami (2012 update)
12. Edx feat. Nadia Ali - This Is Your Life
13. Mekki Martin - Dark Light (Federico Scavo remix)
14. Sergio Mauri & Jerry Ropero - Love Is Beautiful
15. Markus Binapfl - Wild Side